# Vườn quốc gia Sibiloi
Vườn quốc gia Sibiloi nằm trên bờ phía đông bắc hồ Turkana ở miền bắc Kenya. Được thành lập vào năm 1973 bởi chính phủ Kenya, vườn quốc gia này có diện tích 1.570 km² là khu vực bảo vệ hệ động vật hoang dã đa dạng và các di chỉ hóa thạch cổ sinh vật học ở đó. Nó cũng là một phần của di sản thế giới Các Vườn quốc gia Hồ Turkana được UNESCO công nhận vào năm 1997.
Tên của vườn quốc gia được đặt theo tên của núi Sibiloi ở phía nam. Cục Sự sống Hoang dã Kenya là đơn vị quản lý vườn quốc gia. Các hoạt động du lịch tại đây bao gồm cắm trại, lưu trú ngắn hạn. Một điểm hấp dẫn khác chính là Bảo tàng Koobi Fora là nơi trưng bày nhiều hóa thạch cổ sinh vật học. Vườn quốc gia là nơi nổi tiếng trên thế giới nhờ các hóa thạch Australopithecus và sọ người Homo habilis. Những hóa thạch này đã được chuyển đến Nairobi, nhưng hóa thạch không phải về con người vẫn đang được trưng bày trong bảo tàng Koobi Fora.